# NGC 2752
NGC 2752 is een balkspiraalstelsel in het sterrenbeeld Kreeft. Het hemelobject werd op 28 maart 1864 ontdekt door de Duitse astronoom Albert Marth.

## Synoniemen
- UGC 4772
- MCG 3-23-38
- ZWG 90.72
- IRAS09028+1832
- PGC 25523